# Philodendron chiriquense
Philodendron chiriquense är en kallaväxtart som beskrevs av Thomas Bernard Croat. Philodendron chiriquense ingår i släktet Philodendron och familjen kallaväxter.
Artens utbredningsområde är Panamá. Inga underarter finns listade.